# Lew z Optiny
Lew, imię świeckie: Leonid Daniłowicz Nagołkin (ur. 1768 w Karaczewie, zm. 11 października?/23 października 1841 w Kozielsku) – święty mnich prawosławny, pierwszy starzec Pustelni Optyńskiej.
Posłusznikiem w Pustelni Optyńskiej został w wieku 29 lat. Po dwóch latach przeniósł się jednak do Pustelni Biełobereskiej, której przełożonym został w 1804, po pięciu latach życia monastycznego. W 1829 wrócił do Pustelni Optyńskiej w roku powołania w niej instytucji starczestwa, co gorąco popierał przełożony monasteru mnich Mojżesz. Ze względu na doświadczenie mnicha Lwa został on pierwszym starcem klasztoru. Jego uczniami duchowymi byli późniejsi święci prawosławni Makariusz z Optiny i Ambroży z Optiny. Zakonnik kontaktował się również z osobami świeckimi, które przybywały do monasteru po porady duchowe. Według wspomnień zakonników obdarzony był darem odpędzania złych duchów oraz czynienia cudów; miał ich dokonać kilkuset.
Zmarł po krótkiej chorobie w 1841, do śmierci wykonując obowiązki wynikające ze starczestwa. Jego relikwie znajdują się w cerkwi Włodzimierskiej Ikony Matki Bożej w Pustelni Optyńskiej